# Багров, Лео
Ле́о Багро́в (Лев Соломонович Багро́в, швед. Leo Bagrow; 12 июня (24 июня) 1881, Соликамск, Пермская губерния, Российская империя — 9 августа 1957, Гаага, Нидерланды) — русско-шведский учёный и историк картографии.

## Биография
Лев Соломонович (Лев-Эдуард Семёнович) Багров родился на станции Веретье Пермской губернии в семье инженера путей сообщения Соломона Исааковича Багрова (1851, Херсон — 28 октября 1928, Берлин), принявшего лютеранство еврея, выпускника херсонской гимназии (1871) и института путей сообщения (1876). У него были брат Григорий (Эдмунд, 1885) и сестра Берта (Полина, 1884). Его мать Генриета Клейдер умерла, когда он был ребёнком, и отец женился ещё раз — на Марии Яковлевне Рашкович, которая занималась воспитанием детей. Во втором браке родилась ещё одна дочь, Евгения (Вера, 1894).
Учился в частной гимназии Я. Г. Гуревича. Учился Санкт-Петербургском университете в 1902—1903 годах (физико-математический факультет). Параллельно с этим — в Археологическом институте (окончил — в 1904 году). С 1905 года Л. Багров юнкер на флоте, через год — гардемарин. Уволился со службы в чине подпоручика по Адмиралтейству. В 1907 году был зачислен как вольнослушатель на кораблестроительное отделение Санкт-Петербургского политехнического института, в котором учился до 1912 года. В 1908 году студент Багров обратился в Ученый совет Политехнического института с предложением о создании при кораблестроительном отделении авиационной специальности. Предложение студента было принято, т.о. Льва Багрова можно считать инициатором высшего авиационного образования в России.
Профессор навигации в технической школе (1916—1918), заведующий кафедрой истории в институте географии в Петрограде.
После Октябрьской революции, Багров не принял большевизм и вместе с женой Ольгой покинул Россию в ноябре 1918 г. и поселился в Берлине. В 1945 переехал в Стокгольм, где жил до конца жизни. На всех этапах своей жизни совершал продолжительные путешествия с целью знакомства с ранними картами и содействия развитию международного научного сотрудничества.

## Научная деятельность
Автор более 70 научных работ. В 1935 основал международный сборник Imago Mundi, посвящённый истории картографии. При жизни основателя вышло 13 годовых выпусков, он издаётся по сей день, в последние годы по два выпуска.
В 1943 году Л. Багров закончил работу над своей «История картографии», которая содержала описания развития картографии разных стран мира с древнейших времён до XVIII века. Впервые книга была издана в берлинском издательстве «Safari Verlag» на немецком языке в 1951. Книга была переведена на несколько европейских языков. В переводе на русский язык книга Льва Багрова была выпущена издательством «Центрполиграф» в 2004 году.
В 1964 году Генри Кастнеру (Henry W. Castner) были переданы английские переводы неизданных рукописей Л. С. Багрова на русском языке по истории картографии России. К 1970 году Кастнер обработал тексты Багрова для издания их в книге, которая в 1975 году была выпущена в свет канадским издательством «The Walker Press» в двух томах: «A History of the Cartography of Russia up to 1600» (ISBN 0-9690514-1-7) и «A History of Russian Cartography up to 1800» (ISBN 0-9690514-2-5) с примечаниями, библиографией и указателем. Очень плохой перевод с английского на русский, без имени Кастнера, с ошибками в русских названиях, произвольными сокращениями авторских текстов, примечаний и библиографии был издан в московским издательством «Центрполиграф» (перевод А. В. Ламановой) в 2005 году (ISBN 5-9524-1676-4).
Лев Багров оставил после себя коллекцию старинных чертежей и карт, в основном — карт России:
- «Чертёж всей Сибири до Китайского и до Никанского царства» 1672—1673 годов был опубликован Л.С. Багровым в 1914 году по копии, хранившейся в бывшем Военно-Учёном архиве[11].
- «Чертёж украинским и черкасским городам от Москвы до Крыма» (ок. 1670 года) был найден Л. С. Багровым в Стокгольме в Шведском государственном архиве и в 1923 году напечатан в «Трудах русских ученых за границей». Этот чертёж он ошибочно принял за «Чертёж Полю до Перекопи» (Книга Большому чертежу), составленом в Разрядном Приказе в 1627 году. Сейчас этот памятник русской истории хранится в Библиотеке Хоутона Гарвардского университета, Бостон (США)[12].
- Рукописная карта Сибири Н. Спафария (1678 год) была обнаружена Багровым в Германии и воспроизведена им в “Imago Mundi” 1947 года. В той же публикации он воспроизвёл копию чертежа Сибири 1673 года из коллекции Спарвенфельда и чертёж Сибири 1684—1685 годов из «Описания Сибири» Ремезова.
- В издании “Imago Mundi” 1952 года Лев Багров напечатал общий чертёж Сибири 1667 года из собрания Ремезова, а также чертёж Московского государства, который был составлен в Москве в 1683 году и найден Багровым в библиотеке Морской гидрографической службы в Париже, в собрании картографа Гийома Делиля.
- Багров подготовил к изданию рукописную «Хорографическую чертёжную книгу Сибири» (1697—1711) Ремезова, которая была фототипически выпущена в свет в 1958 году в Гааге издательством «Mouton». Эта рукопись Ремезова ныне хранится в Библиотеке Хоутона Гарвардского университета, Бостон (США). В 2011 году издательство фонда «Возрождение Тобольска», председатель Аркадий Елфимов, выпустило факсимильно это произведение С. У. Ремезова. Факсимильное издание было отпечатано и переплетено в Италии (ISBN 978-5-98178-033-2).

## Издания
- Багров Л. С. Материалы к историческому обзору карт Каспийского моря. — СПб., 1912.
- Багров Л. С. Карты Азиатской России. — Пг., 1914.
- Багров Л. С. История географической карты. Очерк и указатель литературы. — Пг., 1917. — 136 С.
- Leo Bagrow. A history of the cartography of Russia up to 1600. Edited by Henry W. Castner. Wolfe Island, Ontario: The Walker Press, 1975. — XVIII+142 P. — 68 Fig. — ISBN 0-9690514-1-7.
- Leo Bagrow. A history of Russian cartography up to 1800. Edited by Henry W. Castner. Wolfe Island, Ontario: The Walker Press, 1975. — XIV+312 P. — 89 Fig. — ISBN 0-9690514-2-5.
- Багров Лео. История картографии. — М.: Центрполиграф, 2004. — 320 с. ISBN 5-9524-1078-2.
- Багров Лео. История русской картографии. — М.: Центрполиграф, 2005[13]. — 524 с. ISBN 5-9524-1676-4.

## Статьи Л. С. Багрова
- Приоритет открытия Амура, Татарского пролива и Сахалина // Статьи и материалы: Из чтений в Кружке любителей русской старины. — Берлин, 1932. — С. 3—24.
- Ivan Kirilov, compiler of the first Russian Atlas, 1689—1737. // Imago Mundi, II. — 1937. — P. 78-82.
- У истоков картографии России // Новое русское слово. — Нью-Йорк, 1952. — 22 июня (№ 14666). — С. 7.
- The Volga-Don Canal. // Imago Mundi, X. — 1953. — P. 97—98.
- Semyon Remezov — a Siberian cartographer. // Imago Mundi, XI. — 1954. — P. 111—126.
- The first map printed in Russian. // Imago Mundi, XII. — 1955. — P. 152—156.
- A Dutch globe at Moscow, ca. 1650. // Imago Mundi, XIII. — 1956. — P. 161.